# Stefan Kirov
Stefan Kirov est un avocat bulgare, professeur, académicien et multiple doyen de la Faculté de droit et recteur de l'Université de Sofia.

## Biographie
Stefan Kirov naît en 1861.
Maître de conférences en droit étatique et constitutionnel. Stefan Kirov est membre de l'Académie diplomatique internationale de Paris. Rédacteur en chef de l'édition française de «Pax per foederationem».
Lorsqu'il était recteur de l'Université de Sofia au cours de l'année universitaire 1907/1908, le chef de l'État Ferdinand Ier (roi des Bulgares) a été hué par les étudiants, ce qui a entraîné la fermeture de l'université et une crise universitaire.

## Études et articles[3]
- Les apotres slaves St.St. Cyrille et Methodie — Echo de Bulgarie, № 2279-2281, 1921.
- La Bulgarie et la Société des Nations — Nouveau Drapeau, 1, 1921, 1-5.
- La Bulgarie pacifique — Ibid, 1921, 1-9.
- La souverainete et la Société des Nations (à la considération de tous les amis de la paix) — Lexikon Menschen und Menschenwerke, Bd. III, Wien, 1924.
- Vers le Perfectionnement de la S.D.N. — École d'Ete (Ligue intern. des femmes pour la Paix et la Liberties), Sofia, 1930.
- Un essai de mettre a la guerre par la deliverance de la Palestine — Les Balkans (Athenes), 1932.